# Wincenty Szober

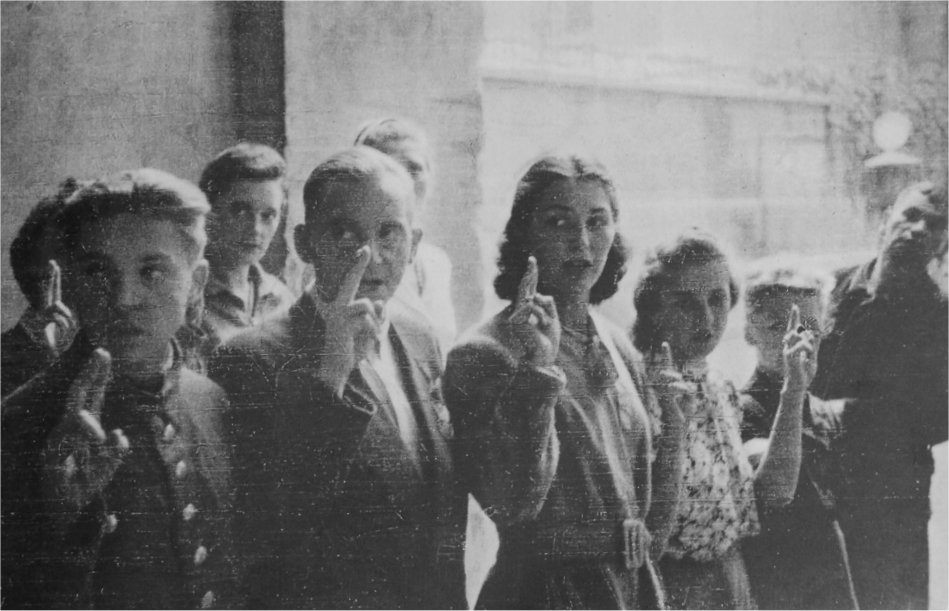
Jedna z powstańczych fotografii

Wincenty Franciszek Szober, ps. „Andrzej Tarnowski” (ur. 24 kwietnia 1920 w Warszawie, zm. 13 kwietnia 2009 tamże) – uczestnik powstania warszawskiego, kapral podchorąży, fotograf.

## Życiorys
Podczas okupacji działał w polskim podziemiu zbrojnym.
W czasie powstania, od 2 sierpnia 1944, należał do III Zgrupowania „Konrad” Armii Krajowej. Działał głównie na Powiślu i w Śródmieściu Południowym. Fotografował aparatem „Retina II”.
Pochowany na cmentarzu Powązki Wojskowe w Warszawie (kwatera A-5-19).